# Operacja desantowa kerczeńsko-eltigeńska
Operacja desantowa kerczeńsko-eltigeńska – operacja desantowa przeprowadzona między 31 października a grudniem 1943 roku przez Armię Czerwoną na froncie wschodnim II wojny światowej. Desant odbył się w dwóch miejscach na wschodnim wybrzeżu Krymu, jednak oddziałom Armii Czerwonej udało się ustanowić i zabezpieczyć tylko jeden przyczółek koło Enikale, drugi przyczółek niedaleko Eltigenu wojska radzieckie musiały opuścić z powodu udanego kontrataku oddziałów państw Osi. Armia Czerwona użyła przyczółka koło Enikale w operacji krymskiej rozpoczętej 8 kwietnia 1944 roku, której celem było wyzwolenie Krymu spod okupacji niemieckiej.

## Podłoże
Idąc za sukcesem jakim było wyzwolenie Noworosyjska i Półwyspu Tamańskiego między wrześniem a październikiem 1943 roku zarówno Stawka, jak i Rada Wojenna Frontu Północnokaukaskiego zaczęły szykować desant na oddalony o zaledwie 4–15 km Półwysep Kerczeński. Był to zresztą jedyny punkt Krymu, gdzie z powodu braku prawdziwych okrętów desantowych mogły lądować wojska radzieckie. Podobnego zdania był przeciwnik i silnie ufortyfikował cały rejon. Na głębokości 80 km znajdowały się trzy linie obrony. Obronę półwyspu organizował niemiecki V Korpus Armijny podlegający 17 Armii. W jego skład wchodziły: niemiecka 98 Dywizja Piechoty, rumuńskie 3 Dywizja Strzelców Górskich i 6 Dywizja Kawalerii oraz szereg samodzielnych oddziałów, łącznie 85 tys. żołnierzy. Do dyspozycji korpusu pozostawały też czołgi i artyleria oraz stacjonujące na Krymie lotnictwo niemieckie, rumuńskie i słowackie. Wód wokół niego strzegły niemieckie i rumuńskie okręty oraz potężne pola minowe.
Plany zakładały wysadzenie koło osady Enikale głównego desantu, złożonego z trzech dywizji 56 Armii. Pod Eltigenem miał lądować desant pomocniczy w sile dywizji z 18 Armii. Do spotkania ich miało dojść na północny wschód od Kercza. W rejonie tego miasta i portu obronę organizowały dwie rumuńskie dywizje (3 Dywizja Strzelców Górskich i 6 Dywizja Kawalerii) oraz niemiecka 5 Polowa Dywizja Luftwaffe. Operację zamierzano przeprowadzić w nocy z 27 na 28 października 1943 roku. 56 Armia zamierzała lądować w siedmiu falach, z tego dwie pierwsze jako desant morski, a pozostałe pięć w wyzwolonych przystaniach. Dowództwo nad całością operacji powierzono dowódcy Frontu Północnokaukaskiego gen. Iwanowi Pietrowowi, za główny desant odpowiadał kontradm. Siergiej Gorszkow, za pomocniczy – kontradm. Gieorgij Chołostiakow.

## Desant

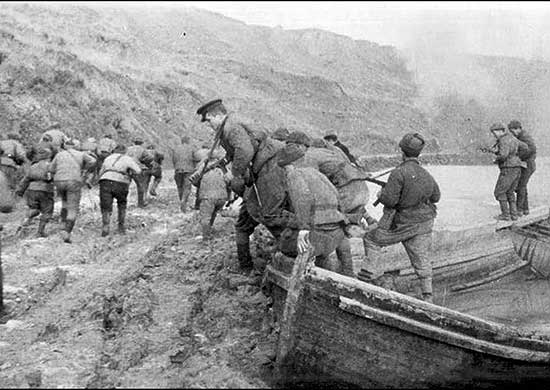
Desant radzieckiej piechoty pod Kerczem

Sztormowa pogoda uniemożliwiła dotrzymania terminu i operację przełożono na 1 listopada w przypadku desantu pomocniczego i 3 listopada dla desantu głównego. Złe warunki atmosferyczne utrzymywały się nadal i wysadzenie w nocy z 31 października na 1 listopada 318 Dywizji Strzeleckiej z 18 Armii przebiegało fatalnie, chociaż początkowo uzyskano 30 minut zanim desant został wykryty. Pod silnym ostrzałem w nocy udało się wysadzić na ląd 3000 żołnierzy z 318 Dywizji Strzeleckiej i batalion piechoty morskiej. Do końca dnia przyczółek miał 5 km szerokości i 2 km głębokości. Następnej nocy wysadzono jeszcze 3300 żołnierzy. Łącznie 3 listopada na lądzie znalazło się 9418 żołnierzy, 39 dział, 28 moździerzy, 257,2 t amunicji i 61,8 t zaopatrzenia. Dodatkowo lotnictwo zrzuciło 350 t różnych ładunków.
Przeciwnik zareagował dość energicznie i po trzech dniach odizolował desant od morza. Wysadzone oddziały znajdowały się w okrążeniu przez 36 dni. Silny kontratak przeprowadzony 6 grudnia zaczął spychać desant w stronę morza. W takiej sytuacji Rosjanie przerwali okrążenie i zaczęli się posuwać w stronę Kerczu. 8 grudnia zajęli wzgórze Mitridat i przystań Ugołnaja. Mimo wsparcia artylerii z Półwyspu Tamańskiego i przerzucenia na przyczółek dwóch batalionów piechoty morskiej sytuacja desantu stała się krytyczna. Rano 9 grudnia radzieckie oddziały opuściły wzgórze Mitridat i przedostały się na przedmieścia Kerczu. Po dwóch dniach resztki desantu zostały ewakuowane drogą morską.

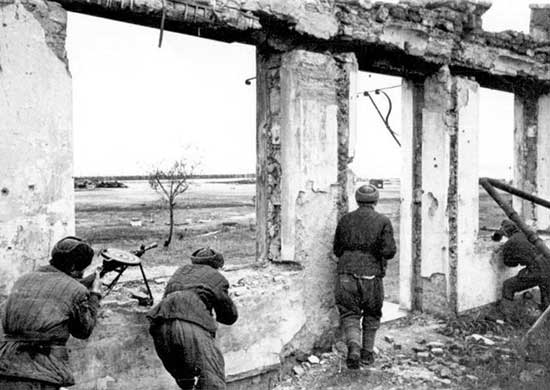
Walki o Kercz

Znacznie korzystniejszy przebieg miały działania głównej grupy desantowej. Jej pierwszy rzut wylądował jeszcze w nocy 2 listopada na odcinku Majak – Żukowka, drugi rzut lądował sześć godzin później na odcinku Opasnaja – Enikale. Następnie pod osłoną artylerii wylądowała licząca 2274 żołnierzy grupa szturmowa 2 Gwardyjskiej Dywizji Strzeleckiej, a rano kolejna, licząca 1800 żołnierzy. Desant na tym odcinku był zaskoczeniem dla obrony złożonej głównie z oddziałów rumuńskich, które wycofały się z wybrzeża. Radzieckie dowództwo wykorzystało sytuację i przed wieczorem na przyczółek przetransportowano jeszcze 4400 żołnierzy, 45 dział, moździerze i amunicję. 11 listopada sięgał on od Morza Azowskiego do przedmieść Kerczu i znajdowało się na nim 27 700 żołnierzy, 229 dział i 60 moździerzy. Przerzucanie nowych sił i zaopatrzenia kontynuowano do 20 listopada. Tego dnia Front Północnokaukaski przemianowano na Samodzielną Armię Nadmorską, a 18 Armię przekazano do rezerw Stawki. Ponieważ liczono się z silnymi kontratakami, siły te wkrótce wzmocniono. Ostatecznie do 4 grudnia na przyczółku znalazło się 75 tys. żołnierzy, 582 działa, 187 moździerzy, 128 czołgów, 764 samochody, 7180 t amunicji i 2770 t zaopatrzenia. Front na półwyspie ustabilizował się do kwietnia 1944 roku. Chociaż desant nie wykonał oczekiwanego od niego zadania, czyli wyzwolenia Kerczu i później półwyspu, to zaangażował część niemieckich rezerw przeznaczonych do kontruderzenia przeciwko 4 Frontowi Ukraińskiemu. W momencie rozpoczęcia operacji kerczeńsko-eltigeńskiej 4 Front Ukraiński toczył walki z wojskami niemieckimi na północ od Krymu, odcinając na początku listopada ten półwysep poprzez osiągnięcie Perekopu.